# شراب گرجی
گرجستان یکی از قدیمی‌ترین کشورهای تولیدکننده شراب در جهان است. دره‌های حاصلخیز و دامنه‌های محافظ قفقاز جنوبی حداقل به مدت ۸٬۰۰۰ سال محل کشت انگور و تولید شراب نوسنگی بوده‌اند. به دلیل هزاران سال شراب‌سازی و نقش اقتصادی برجسته‌ای که تا به امروز در گرجستان حفظ کرده است، شراب و کشت انگور با هویت ملی گرجستان گره خورده است.
در سال ۲۰۱۳، یونسکو روش شراب‌سازی سنتی باستانی گرجستان با استفاده از کوزه‌های سفالی کووری را به فهرست میراث فرهنگی ناملموس یونسکو اضافه کرد. شناخته‌شده‌ترین مناطق شراب‌سازی گرجستان در شرق این کشور، مانند کاختی (که خود به مناطق کوچک‌تر تلاوی و قوارلی تقسیم می‌شود) و کارتلی، و همچنین در ایمرتی، راچا-لچخومی و کومو سوانتی و مناطق ساحلی مانند آجارستان و آبخاز قرار دارند.